# Худяков, Андрей Александрович
Андре́й Алекса́ндрович Худяко́в (18 октября 1963, Мурманск — 2 января 2009, Архангельск) — российский лингвист, доктор филологических наук, профессор.

## Биография
Родился в Мурманске, в возрасте 7 месяцев был перевезен в родной город своих родителей — Архангельск. Окончил школу № 3 г. Архангельска.
В 1986 г. с отличием окончил факультет иностранных языков Архангельского государственного педагогического института, получал Ленинскую стипендию. В 1990 г. окончил очную аспирантуру ЛГПИ им. А. И. Герцена и защитил диссертацию на соискание учёной степени кандидата филологических наук, в 2001 г. — диссертацию на соискание ученой степени доктора филологических наук. Научным руководителем и научным консультантом диссертаций была доктор филологических наук, профессор Н. А. Кобрина.
С 1990 г. преподавал в Поморском государственном университете (ранее- АГПИ), прошел путь от ассистента до доцента кафедры английского языка. Основал и возглавлял (в 1994—2002 гг.). кафедру английской филологии.
В 2002—2006 гг. — профессор кафедры лингвистики и межкультурной коммуникации, заведующий лабораторией концептологических и прагмалингвистических исследований Архангельского государственного технического университета.
Работал в качестве приглашенного профессора в ряд американских университетов, где читал курсы истории английского языка, когнитивной лингвистики и общей когнитологии, а также лингвистических аспектов теории искусственного интеллекта.
Прошел двухгодичный курс в Университете Южного Мэна (Портленд, США) и получил степень магистра делового администрирования (MBA).
Последние три года жизни, по приглашению декана факультета лингвистики СПБГУЭФ профессора И. Б. Руберт, работал профессором на кафедре теории языка и переводоведения Санкт-Петербургского государственного университета экономики и финансов.
В возрасте 35 лет в результате тяжелой болезни потерял зрение, однако продолжал преподавательскую и научную деятельность. Неоднократно давал интервью региональным СМИ.
Скончался 2 января 2009. Похоронен в Архангельске на Жаровихинском кладбище.

## Научная деятельность
Профессор А. А. Худяков является автором более 50 научных и учебно-методических работ по когнитивной лингвистике, теоретической грамматике английского языка, проблемам порождения речи.
Являлся членом диссертационного совета в СПБГУЭФ, руководил аспирантами. Председатель Архангельского регионального отделения Российской ассоциации лингвистов-когнитологов (РАЛК), член Санкт-Петербургского лингвистического общества.

## Основные труды
- Семиозис простого предложения : монография. Изд-во Помор. гос. ун-та им. М. В. Ломоносова, 2000.
- Теоретическая грамматика английского языка : учебное пособие. Изд. центр «Академия», 2005, 2007 (2-е изд.), 2009 (3-е изд.).
- Теоретическая грамматика современного английского языка: учебное пособие. Изд-во «Высшая школа», 2007. (в соавт. с Н. А. Кобриной и Н. Н. Болдыревым)